# Sven Tusan
Sven Tusan är en svensk dramafilm från 1949 i regi av Gösta Stevens. 

## Om filmen
Filmen premiärvisades 12 februari 1949 på biograf Anglais i Stockholm. Den spelades in vid Europa Studio i Sundbyberg med exteriörer från Viken i Skåne av Karl-Erik Alberts. Filmen har som förlaga en filmidé av Fritiof Nilsson Piraten.

## Roller i urval
- Edvard Persson - Sven Jönsson, mångsysslare, kallad Sven Tusan
- Emy Hagman - Irma, hans hustru
- Sigbrit Molin - Britt-Marie, deras dotter
- Axel Högel - Nelson, svensk-amerikan
- Erik Molin - Verner Berglund
- Douglas Håge - Simmer, rik ungkarl
- Gudrun Brost - Fru Winsten, badgäst
- Mim Ekelund - Systrer Flink, telefonist
- Hanny Schedin - Systrer Flink, telefonist
- Gustaf Lövås - Karl Filip Svensson
- Börje Mellvig - Sticksell, advokat
- Eric Gustafsson - Landsfiskal
- Thure Carlman - Kommunalgubbe
- Bertil Brusewitz - Kommunalgubbe
- George Ekelund - Kommunalgubbe
- Lars Kåge - Kommunalgubbe

## Filmmusik i urval
- På begäran, kompositör och text Birger Sjöberg
- Kärleken kommer och går, kompositör och text Birger Sjöberg
- Och alla dessa rosor, kompositör och text Birger Sjöberg
- Utan tvång och kupong, kompositör Kai Gullmar, text Dom Där som är en pseudonym för Fritz Gustaf Sundelöf och Åke Söderblom.